# Aryness Joy Wickens
Aryness Joy Wickens (5 janvier 1901 - 2 février 1991) est une économiste et statisticienne américaine qui est commissaire par intérim du Bureau of Labor Statistics des États-Unis et présidente de la Société américaine de statistique. Elle a contribué au développement du système des prix à la consommation aux États-Unis.

## Éducation et carrière
Aryness Joy est née à Bellingham, Washington,. Elle fait ses études de premier cycle à l'Université de Washington, où elle obtient son diplôme Phi Beta Kappa, et une maîtrise en économie de l'Université de Chicago. À l'Université de Washington, elle devient membre de Kappa Kappa Gamma.
Après avoir enseigné l'économie au Mount Holyoke College de 1924 à 1928, elle s'installe à Washington, DC pour travailler pour la Réserve fédérale sur la mesure de la production industrielle. Elle travaille aussi pour un précurseur du Bureau de la gestion et du budget au début des années 1930.
Elle rejoint le Bureau of Labor Statistics en 1933, d'abord siégeant à un comité consultatif de la Société américaine de statistique pour le programme, puis travaillant comme assistante du commissaire du bureau. Son travail à cette époque est une enquête sur les pratiques commerciales monopolistiques. Elle est promue chef de section au BLS en 1940, à la tête d'un groupe qui étudie les prix et le coût de la vie. Plus tard, Joy devient assistante et commissaire adjointe du bureau. Pendant cette période, elle représente les États-Unis en tant que conseillère auprès des Nations Unies et des conférences internationales,. En 1961, elle devient conseillère économique auprès du secrétaire au Travail. Elle prend sa retraite au début des années 1970, mais reprend ses fonctions à la Commission on Federal Paperwork en tant que directrice des études statistiques,.
Au Bureau of Labor Statistics, Joy est commissaire par intérim en 1946 et de nouveau en 1954-1955. Au cours de son deuxième mandat en tant que commissaire par intérim, son salaire de 13 500 $ fait d'elle la femme fonctionnaire fédérale la mieux payée.

## Autres activités
En 1935, Joy est considérée comme l'une des nombreuses candidates à la présidence de Mount Holyoke poursuivant une tradition de leadership féminin dans cette école. Cependant, de manière controversée, les administrateurs choisissent Roswell G. Ham comme président.
En 1952, elle devient présidente de l'American Statistical Association. Joy est élue membre de l'American Statistical Association en 1937, la deuxième femme (après Kate Claghorn).
En 1960, elle est l'une des premières récipiendaires du Prix fédéral de la femme décerné par la Commission de la fonction publique des États-Unis.

## Vie privée
Elle épouse David L. Wickens, économiste, lieutenant-colonel de l'US Air Force éleveur et membre du Sénat du Dakota du Sud le 29 juin 1935. Son mari est décédé en 1970. Après avoir pris sa retraite, elle s'installe dans le Mississippi en 1986.